# Рольф Фрідеман Паулс
Рольф Фрідеман Паульс (26 серпня 1915 — 4 травня 2002) — німецький дипломат. Він був першим послом Федеративної Республіки Німеччина в Ізраїлі з 1965 по 1968 рік, а також послом Німеччини в США з 1968 по 1973 рік.

## Життя
Рольф Фрідеманн Паульс народився 1915 року в Екартсберзі в сім'ї протестантського священника. Закінчив Домгімназію в Наумбурзі в 1934 році.
Був кадровим офіцером піхоти Вермахту. Через важке поранення, отримане на посаді командира роти в Росії, він втратив ліву руку. Перед тим, як закінчити офіцерські курси Генерального штабу, у 1942 році був військовим аташе в Анкарі, Туреччина. У 1944 році він був у штабі 363-ї фольксгренадерської дивізії. У грудні 1944 року Пауль був нагороджений Лицарським хрестом.

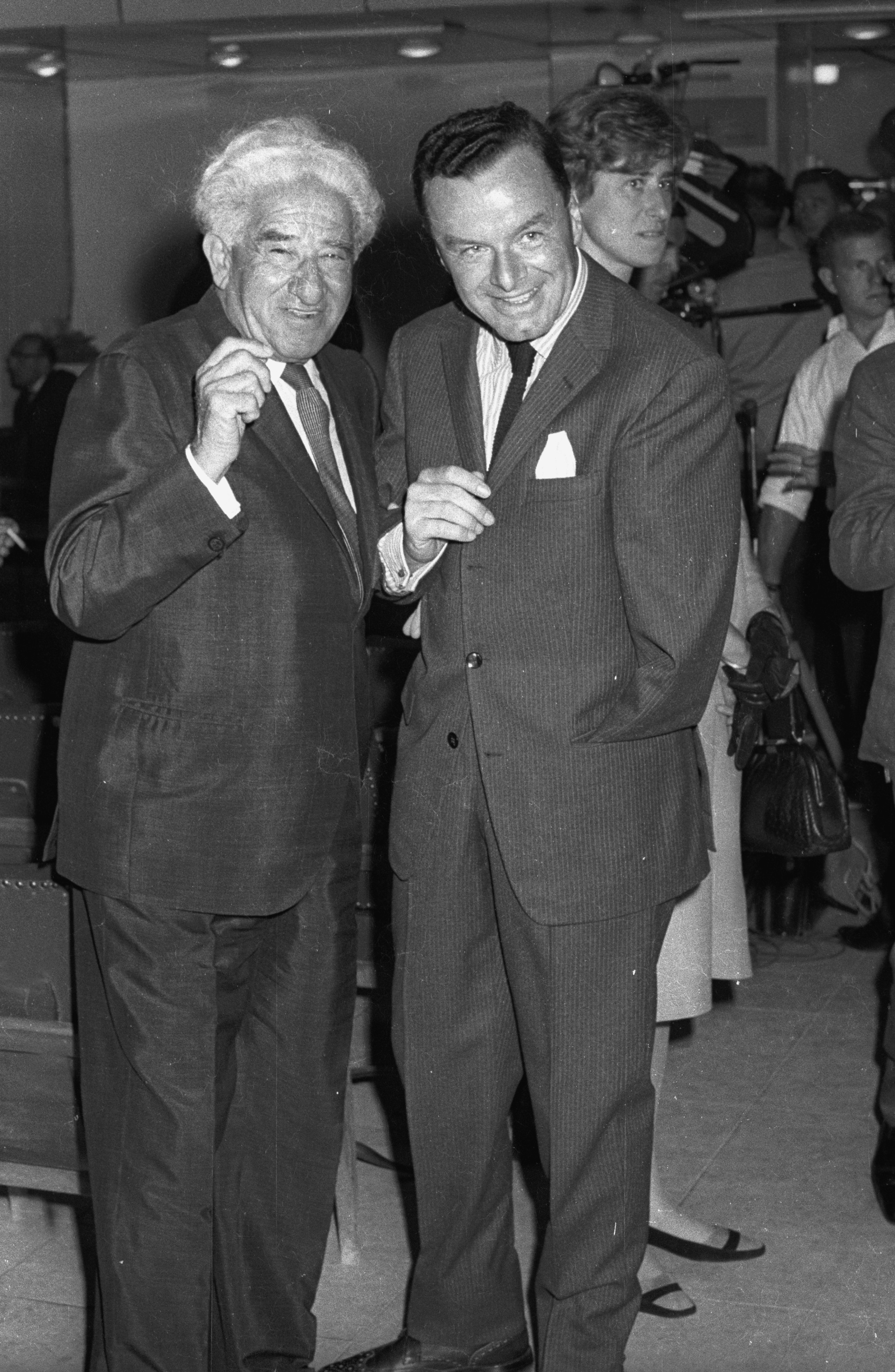
Паулс (праворуч) розмовляє з Мейєром Вайсгалом з нагоди візиту Конрада Аденауера до Ізраїлю в 1966 році

Згідно з пізнішим звітом генерала Ганса Шпейделя, Рольф Фрідеман Паульс був у планах вбивства Гітлера 20 липня 1944 року, і лише завдяки мовчанню інших йому вдалося уникнути арешту.
Після закінчення Другої світової війни в 1946 році він вивчав право, захистивши докторську дисертацію про політичну систему Боннського основного закону в 1949 році. До того, як Паульс почав діяти як дипломат на дипломатичній службі, він працював у Федеральній канцелярії, на стику союзницької верховної комісії як особистий помічник Вальтера Халльштейна, державного секретаря і віце-консула в Люксембурзі.
Був двічі одружений, мав двох синів.

## Посол
Встановлення дипломатичних відносин між Федеративною Республікою Німеччина та Державою Ізраїль (лише через 20 років після Шоа) частини ізраїльського суспільства, а також його інавгурація 19 серпня 1965 року супроводжувалися жорстокими контрдемонстраціями. Крім того, Паулс через своє минуле офіцера збройних сил нацистської Німеччини у Другій світовій війні, де він був нагороджений Лицарським хрестом Залізного хреста, і заступника військового аташе в посольстві Німеччини в Туреччині, а також у період націонал-соціалізму ізраїльській громадськості здавався невідповідним для цієї посади. Але його трирічне перебування на посаді першого посла Федеративної Республіки Німеччина в Ізраїлі в цілому було оцінено як успішне.
Паулс також був послом Федеративної Республіки Німеччина в США з 1968 по 1973 рік, Китайської Народної Республіки з 1973 по 1976 рік і НАТО з 1976 по 1980 рік. З 1956 по 1960 рік він працював радником у Сполучених Штатах, а з 1960 по 1963 рік був заступником голови місії в Греції. З 1963 по 1965 рік був керівником відділу в штаб-квартирі в Бонні.

## Книги
- Die atlantische Allianz: Zukunftsaufgaben, Möglichkeiten, Gefährdungen, JP Bachem, 1982,ISBN 978-3-7616-0662-9
- Rettet uns die Rüstungspolitik? Видання Interfrom, 1982,ISBN 978-3-7201-5152-8
- Deutschlands Standort in der Welt: Beobachtungen eines Botschafters, Seewald Verlag, 1984,ISBN 978-3-512-00693-7